# Брајан Керниган
Брајан Вилсон Керниган (енгл. Brian Wilson Kernighan, рођен 1. јануара 1942) је канадски научник у области рачунарства који је радио у Беловим лабораторијама заједно са креаторима Јуникс оперативног система, Кеном Томпсоном и Денисом Ричијем, те је допринео развоју Јуникса. Керниган је такође коаутор AWK и AMPL програмских језика. "К" у "К&Р C", као и "К" у "AWK" означавају почетно слово његовог презимена. Од 2000. године, Керниган је професор на департману за рачунарске науке на Универзитету Принстон, где је такође и представник департмана за додипломске студенте.

## Младост и образовање
Рођен у Торонту, Керниган је похађао Универзитет у Торонту између 1960. и 1964. године, где је стекао бечелорску диплому у инжењерској физици. Докторску диплому стекао је у електротехници на Универзитету Принстон 1969. године за истраживање које је надгледао Питер Вајнер.

## Каријера и истраживање
Керниган је професор на департману за рачунарске науке на Принстону од 2000. године. Сваке јесени предаје курс под називом "Рачунари у нашем свету", којим представља основе рачунарства студентима који нису у тој струци. Керниганово име постало је широко познато по коауторству прве књиге о програмском језику C са Денисом Ричијем. Керниган је потврдио да није учествовао у дизајнирању програмског језика C ("то је у потпуности рад Дениса Ричија"). Аутор је многих програма за Јуникс, укључујући дитроф.
У сарадњи са Шен Лином, осмислио је познату хеуристику за два НП-комплетна проблема оптимизације: партиционисање графа и проблем трговачког путника. Како би показали правичност у ауторским правима, први се назива Керниган-Лин алгоритам, док је други познат као Лин-Керниганова хеуристика.
Керниган је изјавио да, ако би се насукао на пусто острво са само једним програмским језиком, то би морао бити C.

## Публикације
- The Elements of Programming Style (1974, 1978)
- Software Tools (1976)
- The C Programming Language (1978, 1988)
- Software Tools in Pascal (1981)
- The Unix Programming Environment (1984)
- The AWK Programming Language (1988)
- The Practice of Programming (1999)
- AMPL: A Modeling Language for Mathematical Programming, 2nd ed. (2003)
- D is for Digital: What a well-informed person should know about computers and communications (2011)[8]
- The Go Programming Language (2015)[9]
- Understanding the Digital World: What You Need to Know about Computers, the Internet, Privacy, and Security (2017)